# 68운동
68운동 또는 68혁명은 1968년 한해 세계 곳곳에서 벌어진 사회적 분쟁으로, 군 독재정부나 권위주의적 정권에 맞서 정치적 압력을 받던 이들이 일으킨 사회 운동을 의미한다. 이 혁명은 인종주의를 비롯한 여러 차별들에 대한 반대 뿐만 아니라 핵이나 환경 오염, 베트남 전쟁과 같은 여러 사회적 현안에 대한 반대 운동도 아우르고 있다.
서구권에서 이러한 시위는 민권운동의 전환점이 되었다. 미국의 경우 이 시위는 흑표당 같은 혁명주의적 단체를 설립하게 했다. 구정 대공세 이후 베트남 전쟁 반대 운동이 확산되어 미국 전역을 비롯해서 런던, 파리, 로마와 같은 대도시에서 반전운동이 일어났다. 이 시기에는 사회주의 운동도 성장하였고 서구권 전역에서 자본주의에 대한 반전운동이 일어났다.
서구권에서 일어난 1968년 혁명의 대표적 사례로는 프랑스의 68운동이 있었으며 천만 명에 달하는 노동자들의 자발적 파업에 학생들이 가세하여 샤를 드골 정부의 타도를 꾀했다. 다른 국가에서도 독재 투쟁이나 정치적 긴장, 강권정치를 타도하려는 시위가 벌어졌으며 그 예로 서독 학생운동을 비롯해, 북아일랜드 분쟁, 멕시코의 틀라텔롤코 학살, 그리고 브라질 군사정권에 맞선 게릴라 전쟁이 있었다.
동구권에서도 언론의 자유 침해 및 민권 억압으로 인한 시위가 발생했다. 중앙 및 동유럽 전체로 확산된 이 시위에 대해 바르샤바 조약 기구와 소련 정부는 강경하게 탄압했다. 동구권에서 일어난 1968년 혁명에는 프라하의 봄, 1968년 폴란드 위기, 1968년 유고슬라비아 학생시위 등이 있다.

## 배경
1968년 전세계 각국에서 벌어진 사회운동의 배경에는 수많은 요인이 작용했다. 그 가운데 대다수는 자국 정부가 불의를 저지르고 있다는 인식 하에 들고 일어선 것으로서, 특히 미국의 존슨 정부에 대한 반정부 시위가 대표적이었다. 여기에 특정 법안에 대한 반대를 표하거나 베트남 전쟁에 대한 미국의 개입을 중단할 것을 촉구하는 반전 시위도 많았다.

### 전후 세계
제2차 세계 대전 종전 이래 전세계 대다수 국가는 출생율의 이례적인 급증 현상을 보이면서  이 시기 연령대의 인구가 폭증하는 효과를 낳았다. 이 시기에 태어난 전후세대는 자국이 평화롭고 번영하던 시기에 태어났으며, 가정에서 텔레비전을 시청할 수 있게 된 최초의 세대이기도 했다. 텔레비전은 전후세대에 두 가지 면에서 엄청난 영향을 끼쳤다.
첫째로 텔레비전은 세상을 바라볼 수 있는 공통적인 시야를 제공하였다. 이 시대에 자란 아이들은 텔레비전으로 시청한 뉴스와 프로그램을 공유하였을 뿐만 아니라 세계의 이면을 잠깐이나마 마주할 수 있었던 것이다. 둘째로 텔레비전은 전후세대에게 나라의 큰 사건을 경험할 수 있도록 했다. 텔레비전과 함께 보편화된 공교육은 이 세대가 공유하는 또 다른 경험에 해당되었으며, 체인점과 프랜차이즈 식당도 세계 반대편의 다른 시민들에게 쇼핑과 식사의 경험을 선사함으로서 전후세대가 공유하는 특징 가운데 하나가 되었다.
전후세대에게 있어 1962년 쿠바 미사일 위기와 냉전은 모두가 공유하는 또 다른 경험이었다. 핵전쟁이 언제든지 자신들의 목숨을 앗아갈 수 있다는 인식은 교실 내에서 실시되는 핵폭탄 투하 시 대피 훈련으로 강화되어 공포스러운 분위기가 만연해 있었다. 이들이 어른이 되면서 반전과 민권, 평화, 여성평등의 의제에 관심을 가짐에 따라 당당한 여론의 한 축으로 나아간 것이 세계 각국에서 벌어지는 현상이었다.

### 사회운동

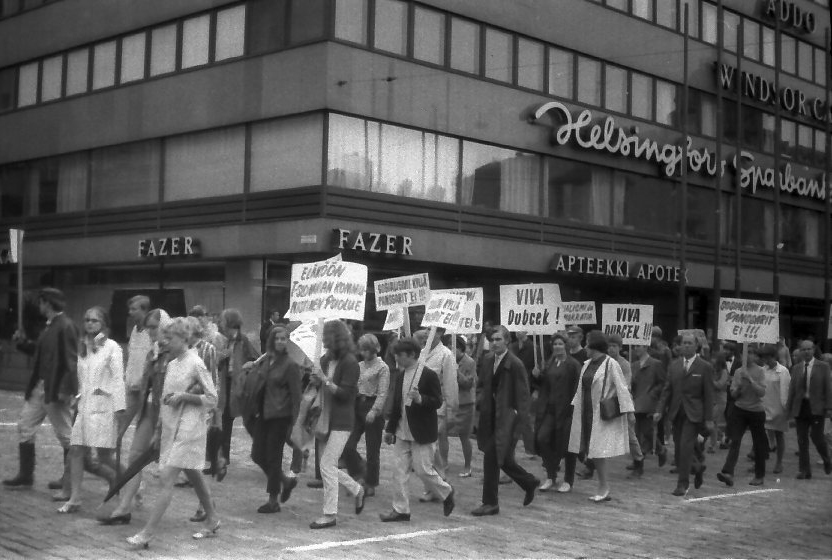
1968년 핀란드 헬싱키에서 벌어진 체코슬로바키아 침공 항의 시위

동구권에서는 이미 종전 이래 십수년 동안 1956년 헝가리 혁명, 1953년 동독 봉기, 1956년 포즈난 시위 등 폴란드 노동자 파업을 비롯하여 수차례의 대규모 시위를 경험한 바 있었다. 서구권에서는 1960년대 들어서 사회운동의 물결이 퍼지기 시작하면서 1958년 학생세대의 가치관을 형성하기 시작하였다.
미국의 경우 흑인 민권 운동이 최고조에 달하였으나 반대로 마틴 루터 킹 주니어 암살사건을 비롯한 유혈 폭력사태도 극단으로 치닫고 있었다. 영국에서는 반전운동이 강력한 위세를 떨치고 있었으며, 북아일랜드에서는 아일랜드 공화주의와 아일랜드 연합주의 간의 종교갈등, 즉 북아일랜드 분쟁이 한창이었다. 이탈리아와 프랑스는 사회주의 운동이 한창이었으며, 이들을 비롯한 유럽과 남미 다수국에서는 신좌파 운동이 정치적 격변을 일으키고 있었다. 중화인민공화국에서는 문화대혁명이 최고조에 이르렀으며, 이스라엘-아랍 갈등도 계속되는 가운데 아프리카 독립 운동도 그 수를 늘려가고 있었다. 폴란드에서는 1968년 3월 폴란드 정부가 바르샤바 극장에서 아담 미츠키에비치의 희곡의 공연을 금지하면서 바르샤바 대학교에서 반소련 의제를 내세운 학생 시위가 벌어졌으며 1968년 3월 위기로 번졌다.
여성 해방운동은 여러 세대의 여성들이 권리부여에 있어 불평등한 입장에 놓인 세계적 현상에 의문을 던졌으며, 전후 베이비부머 세대는 결혼과 모성에 대한 우선순위를 재평가, 재정의하게 만들었다. 특히 1968년 9월 7일 미국에서 진행되던 여성 해방 운동은 매년 진행되는 미스 아메리카 선정대회에서 시위를 벌인 것을 계기로 여성에 대한 평등한 권리의 문제에 큰 관심으로 이어지게 되었으며, 젊은 여성들로 하여금 미인대회에 향한 선망을 종식시키고 광장 중심의 의제에 관심을 갖게 만드는 효과를 낳았다.
평화 운동은 참여자로 하여금 정부의 권위에 의문을 품게 만들었으며, 이제 막 대학에 들어선 젊은이들 대다수는 반체제 문화를 확인하는 동시에, 전세계 대학과 시민들을 휩쓸었던 반란과 재창조의 물결을 자극하는 계기가 되었다. 1968년의 대학생들은 진보적이면서도 리버럴한 정치를 받아들였으며, 이들의 진보 성향과 권위를 향한 회의감은 1968년 범세계 사회운동의 중대한 자극제로 작용하였다.
오늘날 환경 운동의 시작도 1968년 사회운동을 모태로 볼 수 있으며, 반핵운동의 연장선에서 발전해 왔다. 여기에는 특히 프랑스에서 환경 문제에 관한 시위가 많았다. 당시 프랑스 자연보호협회와 프랑스 지구의 친구들 지부가 결성되었으며 프랑스 과학공동체는 '생존과 삶' (Survivre et Vivre)를 조직하였다. 이탈리아에서는 환경문제를 생각하는 로마 클럽이 결성되었으며, 스칸디나비아 국가들도 환경주의의 선두에 섰다. 덴마크와 네덜란드에서는 환경운동 단체들이 오염 문제를 비롯한 환경 현안에 시위를 벌였다.

## 시위의 전개

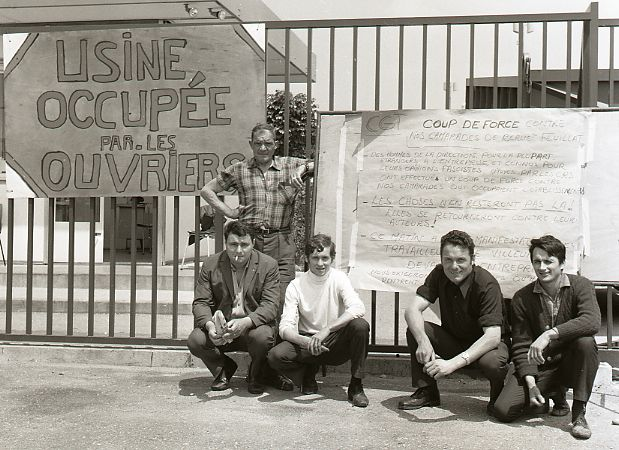
"노동자가 공장을 점령한다"는 구호를 내건 프랑스 남부의 파업자들. 바로 뒤편에는 요구사항이 적힌 대자보가 내걸렸다.

68운동은 전세계 각국의 대대적인 규모의 노동자, 학생, 빈곤층이 폭력적인 국가탄압에 반발한 것이 도화선이 되었다. 국가탄압으로부터의 해방은 하술할 모든 시위의 공통적인 의제로 작용하였다. 또한 시위가 하나만 있는 것이 아니라 다양한 사회적 원인들이 서로간에 굴절되어 반향을 일으키기도 하였는데 이를테면 미국에서는 민권 운동, 핵무기와 베트남전 반대 운동, 여성 해방 운동이 한꺼번에 진행되었다. 또한 당시 텔레비전은 시위 참여 세대의 정치적 정체성을 형성하는 데 막강한 영향력을 지녔기에, 시위를 주도하는 혁명가들로부터 좋은 소통수단으로 선택받곤 했다. 길거리와 대학 캠퍼스에서 실제행동에 나설 뿐만 아니라 텔레비전 화면 속 언론보도에서도 투쟁에 나섰던 것이다.
1960년대 시위의 물결이 1968년 정점에 이르자 각국 정부는 경찰력을 동원한 단속, 총격사태, 시위자 처형, 그리고 대학살에 이르기까지 강경 대응을 펼치면서 사회적 분쟁을 일으켰는데 이는 멕시코, 브라질, 스페인, 폴란드, 체코슬로바키아, 중화인민공화국 등 권위주의 국가에서 특히 그랬다. 서구권의 서베를린, 이탈리아, 영국, 프랑스, 미국, 아르헨티나 등지에서는 노동조합과 학생이 주 역할을 했으며 정치적 탄압을 받았다.
68운동의 범세계적 의제 가운데 하나는 미국이 개입한 베트남 전쟁에 대한 반대 시위였다. 1968년 1월 미국에서 러스크 미 국무장관의 초청행사가 진행되던 건물 밖에서 400명 규모의 반전, 반베트남전 시위가 벌어진 것을 시작으로, 2월에는 하버드대, 래드클리프대, 보스턴대 학생들이 베트남전에 항의하기 위한 4일간의 단식투쟁에 나섰다. 동시기 서독의 서베를린에서는 만 명의 학생들이 베트남전 개입에 항의하는 시위를 벌였으며, 캐나다에서는 캐나다 이민 안내서 5,000부를 미국에 송부함으로서 항의의 뜻을 표했다. 3월 6일 뉴욕 대학교 학생 500여명이 베트남전의 미군이 사용하던 네이팜의 주제조사인 다우 케미컬사에 반대하는 시위를 벌였으며, 3월 17일 영국 런던 그로스베너 광장에서 대규모 반전 시위가 열러 86명이 부상당하고 200명이 체포되는 결과로 이어졌으며, 영국 학생들이 국방부장관, 교육부장관, 내무장관을 폭행하는 사태도 빚어졌다. 미국 내 반전 시위는 1968년 8월 시카고에서 열린 1968년 미국 민주당 전당대회에서 수만 명의 시위대가 닷새간의 거리시위에 나서면서 절정에 달했다. 시카고 시장 리처드 J. 데일리는 대대적인 경찰력과 주방위군을 소집하는 등 추후 폭동의 확산에 일조하는 결과를 낳았다.

### 프랑스
프랑스에서는 샤를 드골 정부의 실정과 사회의 모순으로 인한 저항운동과 총파업 투쟁으로 기존의 가치와 질서에 저항하려 했던 68운동이 3월부터 대대적으로 벌어지기 시작했다.
처음에는 파리의 몇몇 대학교와 고등학교, 대학 행정부와 경찰에 대한 학생 봉기로 시작했다. 드 골 정부는 경찰력을 동원해 저항을 진압하려고 했으나 이는 운동의 열기만 점화시키는 것에 지나지 않았으며, 라틴 지구의 경찰과의 가두 전투를 일으켰고, 결국 프랑스 전역의 학생과 파리 전 노동자의 2/3에 해당하는 노동자 총파업으로 이어졌다.
드골 정부는 이러한 시위자들에 대항해서 군사력을 동원했고 의회를 해산했으며 6월 23일에는 다시 총선을 실시했다. 혁명적 분위기의 소강상태와 맞물려 좌파연합인 노동총연맹과 프랑스 공산당의 실책으로 노동자들이 직장에 복귀하였고, 총선 결과도 드골의 여당이 의석수를 늘리는 것으로 드러났다. 드골 대통령은 이듬해 사임했다. 프랑스 68운동 시위대에게 있어 혁명은 실패였으나, 종교, 애국주의, 권위에 대한 복종 등의 보수적인 가치들을 대체하는 평등, 성해방, 인권, 공동체주의, 생태주의 등의 진보적인 가치들이 사회의 주된 가치로 자리매김하는 결과를 낳았다.

### 이탈리아와 스페인, 서독

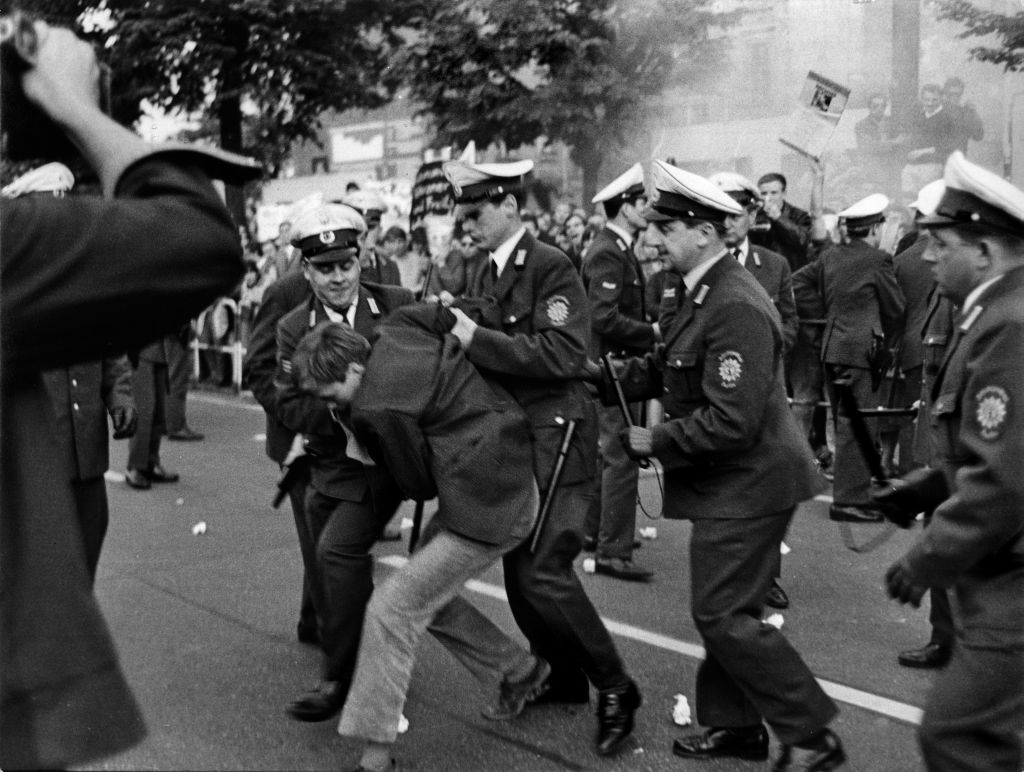
서베를린의 학생 시위

이탈리아에서는 3월 1일 로마 사피엔차 대학교의 건축학부에서 학생 시위대와 경찰간에 거센 충돌이 발생하였는데 발레 줄리아 전투라 불린다. 3월 이래 이탈리아 로마 대학교의 학생들은 12일간 학교를 점거하며 반전 시위를 벌였다.
스페인에서는 68운동의 여파가 다른 유럽 국가보다 훨씬 작았는데 당시 장기집권 중이던 프랑코 정권의 대대적인 시위, 파업 탄압으로 인한 것이었다. 마드리드 대학교 학생들은 독재자 프란시스코 프랑코 정권에 맞선 시위에 경찰이 개입한 것에 항의하며, 민주화, 노동조합과 노동권, 교육개혁을 부르짖었다. 4월에 이르러 스페인 학생들은 아돌프 히틀러에 대한 집회를 제재하려는 프랑코 정권의 행동에 항의하였다.

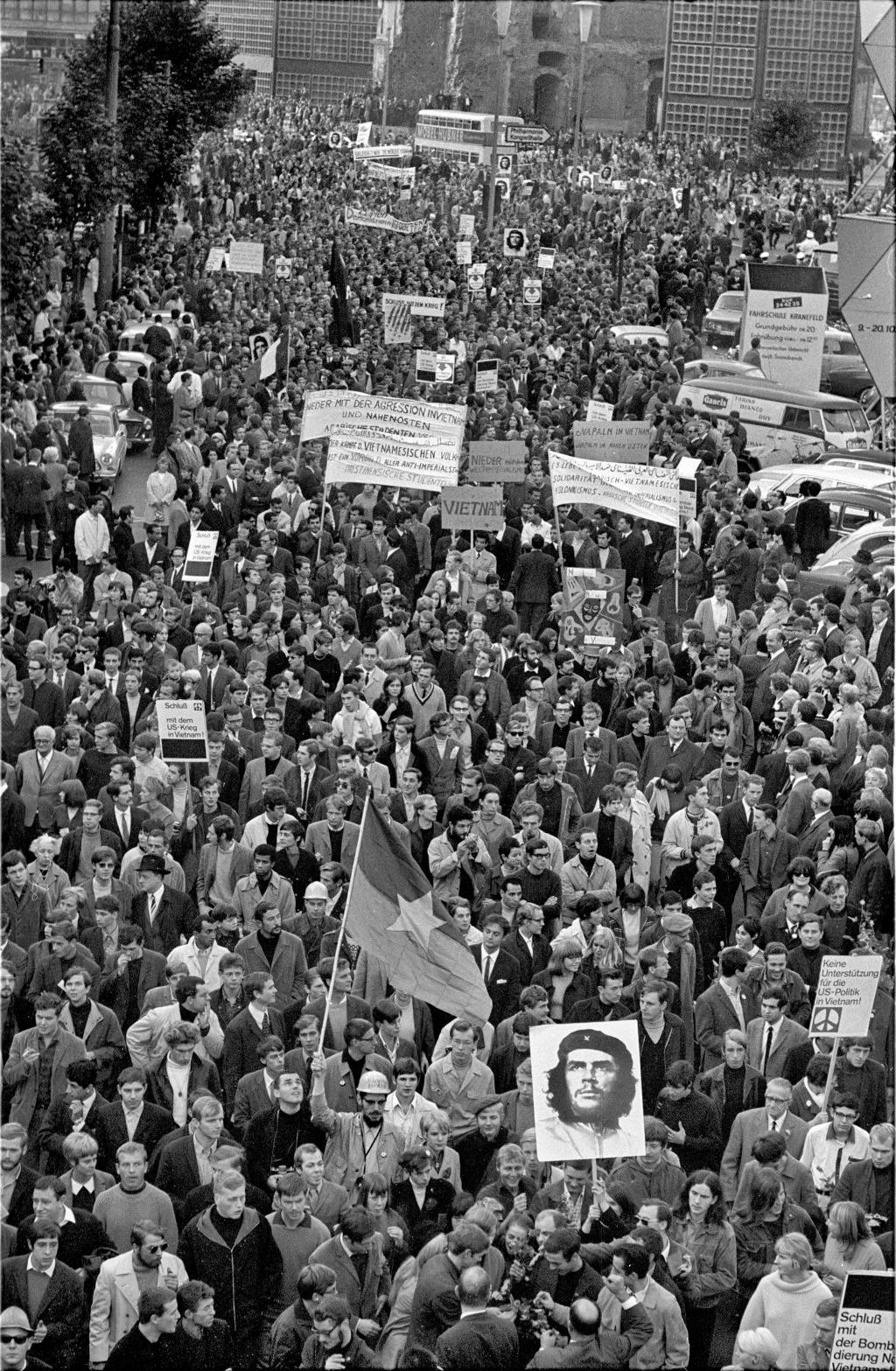
1968년 서베를린의 베트남 전쟁 반대 시위

서독에서는 서독 학생 운동이 벌어졌다. 당시 학생들은 실질적으로는 열악한 생활환경 개선을 내세우며, 이상적으로는 서독정부와 서구권 국가들의 권위주의와 위선에 맞서 시위를 벌였다. 독일 각지 대학 108곳의 학생들은 동독을 승인하고, 관료로 나아간 나치 부역자들을 처단하며, 학생들의 권리를 보장할 것을 요구하는 시위를 벌였다. 1968년 2월 본 대학교에서는 교수들이 총장의 퇴진을 요구하는 시위를 벌였는데 전쟁 시기 강제수용소에 관여했다는 점을 내세웠다.

### 영국
영국에서는 1968년 5월~7월 미술대학 학생들의 본교 점거 시위가 전역으로 빠르게 확산되었다. 특히 혼지 미술대학교 (현 미들섹스 대학교)에서 벌어진 학생 점거시위는 영국대학의 현대사에서 대표적인 사건 중 하나로 꼽힌다. 1970년 2월 13일에는 케임브리지대 학생들이 가든 하우스 폭동에 연루되는 사건이 있었다.
북아일랜드에서는 68운동이 지역 고유의 종교갈등, 사상갈등과 겹쳐 군사적 분쟁으로 비화된 뼈아픈 기억으로 남았다. 1968년 8월 24일 북아일랜드 민권 운동이 시작되어 콜라이섬에서 던가논까지 첫번째 시민행진을 벌였다. UPV를 위시로 한 얼스터 충성주의 세력은 행진에 참여한 일부 시민들을 공격하였고 반대시위에 나섰다. 이들에 대한 얼스터 경찰대의 진압이 제대로 이뤄지지 않자 아일랜드 국민주의 세력은 애초에 경찰대 대다수가 개신교 신자로서 충성파를 지지하고 공격을 방조하고 있다고 판단하였다. 이윽로 1968년 10월 5일 북아일랜드 정부는 데리에서 열린 시민행진의 개최를 금지하였다. 시위대가 금지명령을 어기고 행진에 나서자 얼스터 경찰대가 투입되어 행진 참여 인원들을 둘러싸고 경고 없이 무차별적인 구타를 시작했다. 이 사건으로 국민파 정치인 다수를 비롯한 100명이 넘는 시민들이 부상당했다.
데리 사태는 텔레비전 뉴스의 영상으로 포착되어 전세계에 알려지게 되었다. 소식을 접한 가톨릭계와 국민파는 분노를 금치 못했고, 이윽고 데리에서 국민파와 경찰대 사이에 이틀간의 폭동이 벌어졌다. 며칠 뒤 학생 민권단체인 인민의 민주주의 (People's Democracy)가 벨파스트에서 창설되어 행동에 나섰다. 1968년 11월 북아일랜드 정부는 민권운동에 양보 조치를 취하겠다고 약속하였으나 국민파들에게는 부족하였고, 충성파들에게는 과하다는 비판이 잇따랐다. 민권운동은 머지않아 폭력사태로 비화되었으며 해를 넘겨 1969년에는 대규모 폭동 사태가 빚어졌다. 이로서 북아일랜드는 북아일랜드 분쟁이라는 30년여간의 분열 사태를 맞이하게 된다.

### 동구권

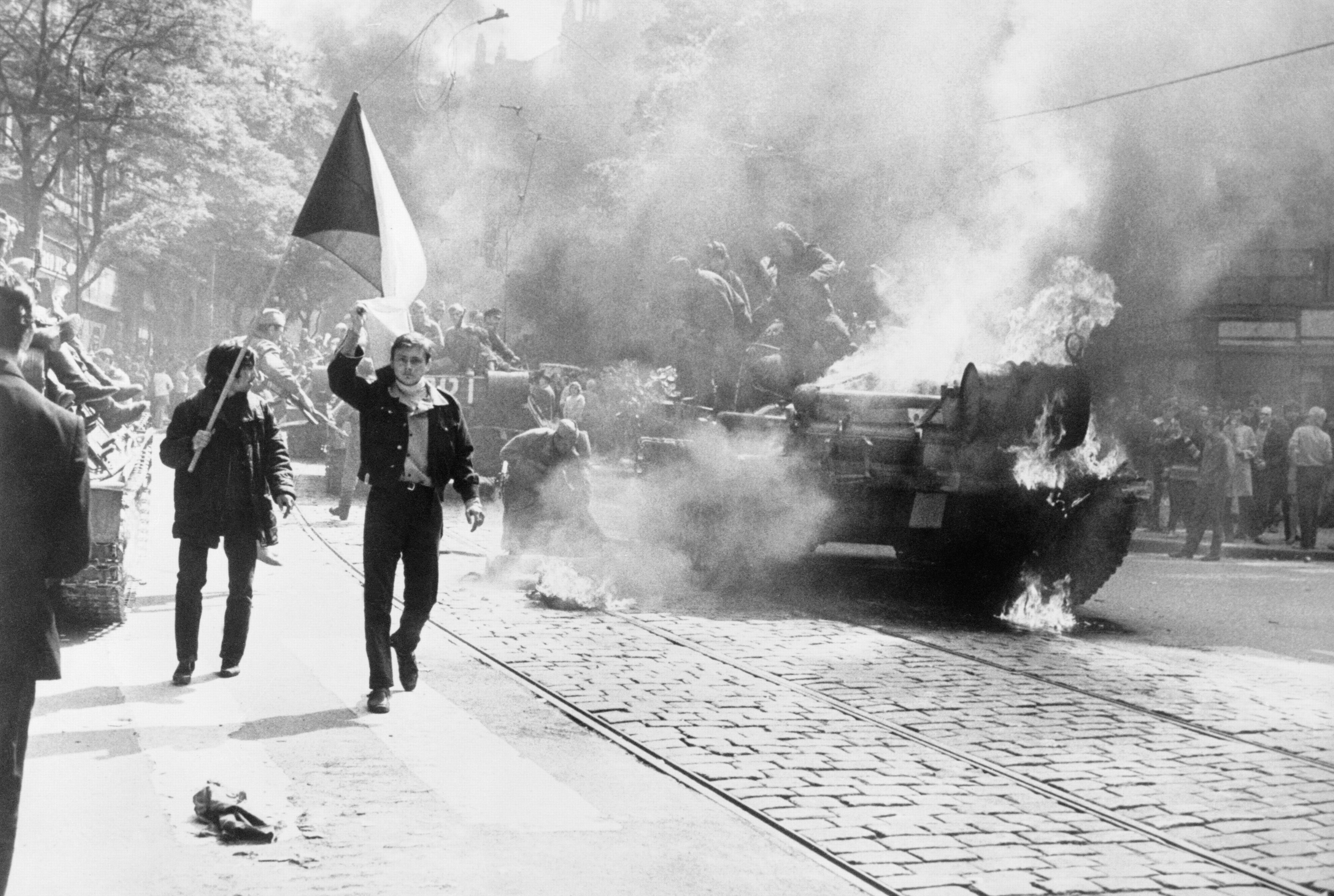
불타는 소련 탱크를 지나 체코슬로바키아 국기를 들고 달려가는 프라하의 시위대

1968년 동구권에서 벌어진 극적인 사건들은 기존 공산주의 체제와 급진좌파 운동이 양립할 수 없다는 것을 보여주었다. 유고슬라비아에서는 1968년 베오그라드 학생 시위로 진통을 겪었는데 이는 종전 이래 유고슬라비아 최초의 당국은 시위 진압에 나섰으나 결국 요시프 브로즈 티토 대통령이 학생들의 요구에 굴복함으로서 시위는 잦아들게 되었다. 당시 시위는 베오그라드 외에도 연방 내 여타 공화국의 수도인 사라예보, 자그레브, 류블라냐 등지에서도 벌어졌으나 규모는 비교적 작고 시위기간도 짧은 편이었다.
폴란드에서는 1968년 1월 30일 폴란드 바르샤바 대학교와 국립연극학교 학생 300명이 집회를 갖던 도중 국가에서 조직한 시위반대자로부터 곤봉으로 구타당하는 사건이 벌어졌다. 3월 8일에는 바르샤바 대학교 학생들이 학생권리를 위해 행진에 나섰다가 역시 구타 사태를 당하고, 다음날 2천 명이 넘는 학생들이 교내에서 경찰의 개입에 항의하여 행진했다가 진압과 체포를 당하는 사태가 벌어졌다. 이후로는 일반 시민들도 가세하여 3월 11일까지 학생들과 함께 경찰에 맞서 격렬한 대치를 벌였는데 이를 1968년 폴란드 정치 위기라고 부른다. 폴란드 정부는 시위자들을 시온주의 세력으로 몰아가는 선전운동을 벌였으며, 국가 차원에서 모든 대학을 폐쇄하고 천 명이 넘는 학생을 체포하는 것으로 20일간의 시위는 끝이 났다. 한편 이 과정에서 선전몰이의 희생양이 된 폴란드 유대인들은 정부의 박해를 피해 폴란드를 떠나기도 하였다.
체코슬로바키아는 1968년 프라하의 봄을 맞이하였다. 알렉산데르 둡체크 체코슬로바키아 최고서기장이 개혁정책을 펼치는 동시에 시민들의 자유로운 목소리를 들어주는 자세를 취했던 것이다. 이에 소련은 1968년 8월 체코슬로바키아 침공을 전격 개시하여 대대적인 진압작전에 들어갔고 체코슬로바키아 시민들은 주권에 대한 도전에 수동적 저항으로 대응했다. 거리의 표지판은 먹칠되고, 수도공급이 갑작스레 끊어지는가 하면, "코끼리는 고슴도치를 삼킬 수 없다" 같은 시위구호와 꽃, 깃발로 건물들을 장식해 놓으면서 소련군을 좌절감에 빠뜨렸다. 거리의 지나가는 행인들은 소련 탱크의 측면에 스와스티카를 그려넣기도 했다. 시골의 도로 표지판들은 덧칠되어 '모스크바' (Москва)라는 글귀가 적혔는데 소련군은 어서 체코슬로바키아를 떠나라는 의미였다.
소련에서도 1968년 8월 25일 시민 8명이 체코슬로바키아의 군사적 개입에 항의하는 차원에서 모스크바의 붉은 광장에서 시위를 벌였다. 시위에 나선 지 5분이 되자 시위대는 구타를 당했고 경찰서로 끌려갔다. 이들 가운데 7명은 최대 수년의 징역형을 선고받기도 했다.

### 일본

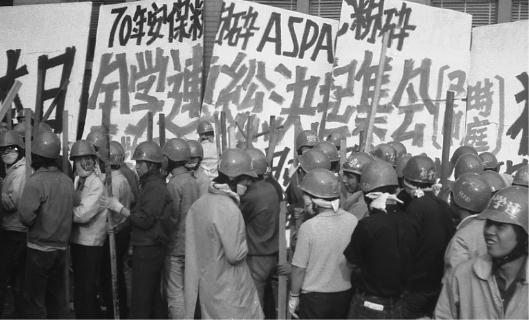
1968년 6월 일본 전공투 시위

일본에서는 사회주의 학생조직인 전학공투회의 (전공투)가 시위를 대대적으로 조직하였다. 1968년 1월 17일 미 해군 항공모함 엔터프라이즈호의 사세보 입항을 계기로 베트남 전쟁에 반대하는 시위가 벌어졌으며, 주일미군의 철수를 요구하는 시위도 잇따랐다.
1968년 5월에는 일본 전역의 대학에서 학생들의 폭력시위가 벌어졌는데 학생권리의 보장과 등록금 인하에 관한 교수와 학생간의 논쟁의 연장선이었다. 각 학교의 학생들은 학교건물을 점거하고 공공장소에서 재판을 열며 학교 측 직원들과 충돌을 벌였다.

### 미국

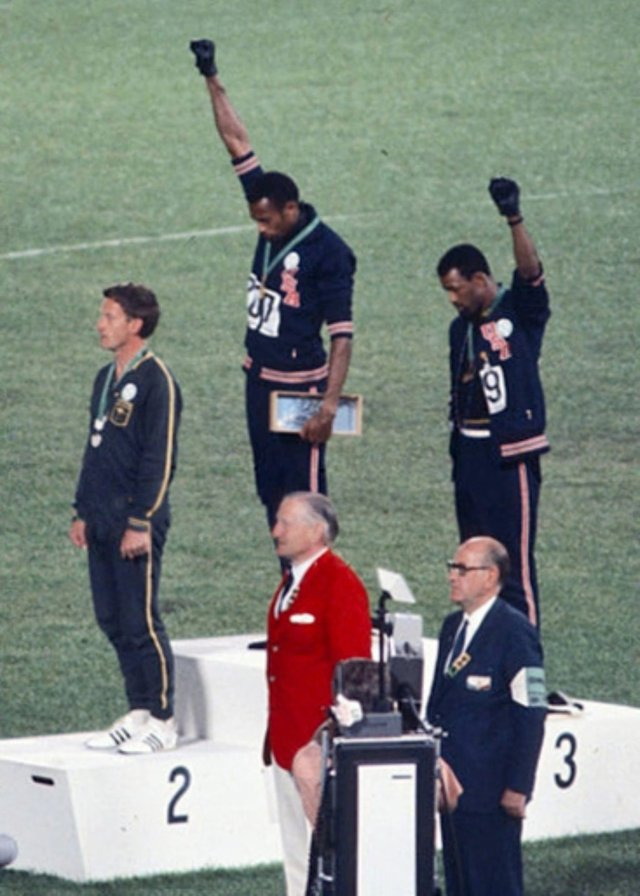
1968년 멕시코시티 올림픽에서의 흑인 민권 운동 퍼포먼스

미국에서는 1968년 주택차별 폐지 운동과 흑인 의식 운동으로 비화된 흑인 민권 운동이 미국 남부 도시로부터 시작되어 북부, 서부 도시로 번져나가는 양상을 보였다. 당시 흑인 민권 운동은 블랙 파워와 블랙 팬서의 등장으로 단합되어 국제적인 지지를 얻었다. 그러나 1968년 2월 8일에 사우스캐롤라이나주 오렌지버그 시에서 민권운동 시위에 참여한 대학생 3인이 사망하는 오렌지버그 학살을 계기로 유혈사태로 번지기 시작하였으며, 3월에는 노스캐롤라이나주 15개 도시에서 학생들의 농성 시위가 벌어졌다. 동시기 미국 서부 로스앤젤레스 동부의 공립고등학교 5곳 학생 전원이 로스앤젤레스 통합 학군의 불평등 조건에 항의하며 등교를 거부하는 시위를 벌였다. 이에 자극받은 다른 15개 학교에서도 이후 수일간 등교거부 시위를 벌이기도 하였다.
1968년 4월 4일 마틴 루터 킹의 암살을 계기로 루이스빌, 볼티모어, 워싱턴 D.C.를 비롯한 미국 전역의 100개 도시에서 폭력시위가 빚어졌다. 4월 23일 컬럼비아대 학생들이 학교 측의 인종차별 정책 철폐를 주장하며 시위를 벌였으며, 이 과정에서 학교 측 인사 3인이 24시간 동안 억류되는 사건이 벌어졌다. 이 시위는 이후 1968년 컬럼비아 대학교 시위의 도화선으로 작용하였다. 1968년 8월 시카고에서 열린 미국 민주당 전당대회는 베트남 전쟁과 린든 B. 존슨 정권에 항거하는 거대한 시위의 현장으로 변모했다. 당시 시카고 경찰이 전당대회가 치러지는 건물 앞 시위대 속으로 걸어들어가 구타를 하고 건물 내 언론인들을 폭행한데 이어, 시위대 측의 폭동까지 빚어지는 사태가 텔레비전으로 생중계됐다. 이어서 치러진 1968년 멕시코시티 올림픽의 육상 국가대표로 나선 흑인 선수 존 카를로스와 토미 스미스가 시상식 중계에서 장갑을 낀 손을 들어올림으로서 흑인 민권운동을 상징하는 퍼포먼스를 취했다가 국제올림픽위원회의 출전금지 명령을 받는 사건이 있었다.

### 멕시코와 브라질

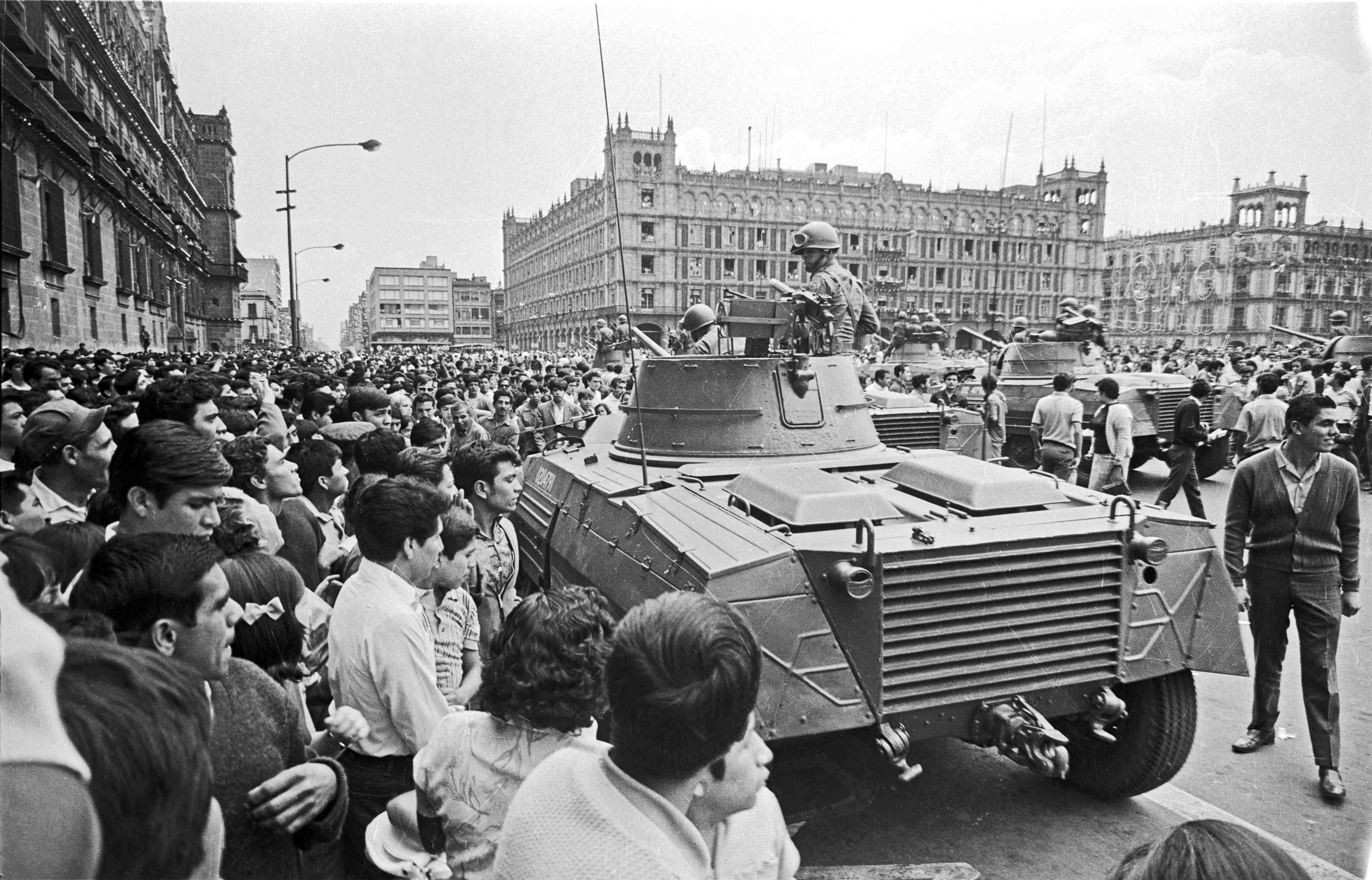
1968년경 멕시코시티 중앙광장의 시위 진압병력

멕시코에서는 권위주의 정부에 대항하기 위한 대학생들의 시위가 잇따랐으며 자국의 광범위환 정치적, 문화적 개혁을 모색하였다. 1968년 여름부터 멕시코시티 올림픽 개막 시기까지 일반시민들의 폭넓은 지지에 힘입은 학생들과 경찰과의 갈등이 고조되었다. 대부분의 시위가 평화적으로 진행되었음에도 구스타보 디아스 오르다스 당시 멕시코 대통령은 올림픽이라는 세계무대에서의 멕시코 위상 훼손과 정부의 질서유지 능력에 대한 위협으로 간주하였다. 그해 여름 멕시코 국립 자치 대학교 중앙캠퍼스를 점령한 멕시코 정부 반대 시위대가 군대에 의해 해산되는 사건이 벌어졌으며, 1968년 10월 2일에는 멕시코시티의 틀라텔롤코 광장에 모인 학생시위대가 경찰과 공수부대, 예비군의 발포로 사상자 다수가 발생하는 틀라텔롤코 학살이 벌어졌다.
멕시코의 68운동은 10월 2일의 대학살로 끝이 났고 그 후로는 별다른 시위 없이 올림픽 대회가 개막하였으나 이번에는 올림픽 무대 자체가 조금 다른 정치적 문제의 현장으로 변모하였다. 우선 남아프리카 연방의 올림픽 참가 결정으로 해당국의 아파르트헤이트 정책 문제가 비화되면서 아프리카 내 다른 국가들을 비롯한 총 40여개 국가가 대회를 보이콧하겠다고 나섰다. 이에 국제올림픽위원회는 남아프리카 연방 선수단의 참가를 재고하게 되었다. 여기에 상술한 미국의 흑인 금메달리스트 존 카를로스와 토미 스미스의 시위로 국제올림픽위원회가 미국 올림픽 위원회 측에 이들 선수를 제재하지 않으면 육상선수 전원의 출전금지를 내리겠다고 압박하는 일이 있었다.
브라질에서는 1968년 3월 28일 저소득층 학생들을 위한 식당의 가격을 인하하라는 고등학생들의 시위에서 브라질 군사경찰이 에드송 루이스 지 리마 소우투를 죽인 사건이 벌어졌다. 이로 인해 브라질 내에서 군사 독재에 반대하는 대대적인 시위가 벌어졌으며 한 해 동안 반독재 학생시위가 전국적으로 퍼져나가기에 이르렀다.

## 같이 보기
- 베트남 전쟁 반대 운동
- 1960년대 반문화